# IC 893
IC 893 ist eine Spiralgalaxie mit aktivem Galaxienkern vom Hubble-Typ Sab im Sternbild Jungfrau nördlich der Ekliptik. Sie ist schätzungsweise 268 Millionen Lichtjahre von der Milchstraße entfernt und hat einen Durchmesser von etwa 85.000 Lichtjahren.

Im selben Himmelsareal befinden sich u. a. die Galaxien NGC 5192, NGC 5197, NGC 5202, IC 892.
Das Objekt wurde am 4. Juli 1893 vom französischen Astronomen Stéphane Javelle entdeckt.